# Коулмен, Джорджия
Джорджия Коулмен (англ. Georgia Coleman; 23 января 1912, Сент-Мэрис, Айдахо — 14 сентября 1940, Лос-Анджелес, Калифорния) — американская прыгунья в воду, чемпионка летних Олимпийских игр 1932 года по прыжкам в воду с трёхметрового трамплина, трёхкратный олимпийский призёр.

## Биография

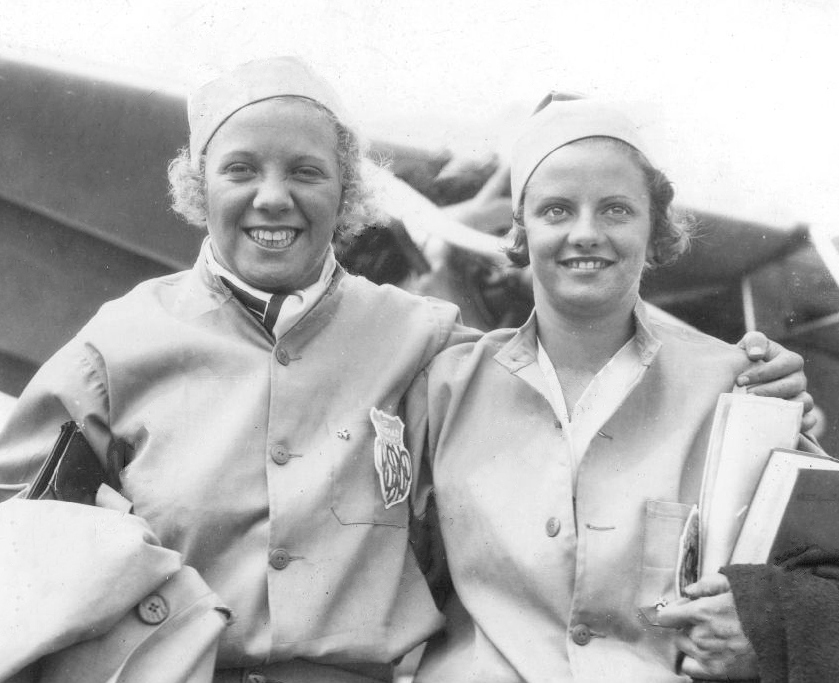
Коулмен и Джозефина Макким

Джорджия Коулмен родилась в 1912 году. Она выросла в Южной Каролине. На летних Олимпийских играх 1928 года в Амстердаме 16-летняя Коулмен завоевала серебряную медаль в прыжках в воду с десятиметровой вышки и бронзовую медаль в прыжках с трёхметрового трамплина. К тому моменту Коулмен занималась прыжками в воду лишь шесть месяцев.
В 1929—1933 годах Коулмен несколько раз побеждала на чемпионатах страны. Она была 11 раз чемпионкой в прыжках в воду на соревнованиях Любительского спортивного союза. На летних Олимпийских играх 1932 года в Лос-Анджелесе Коулмен победила в прыжках в воду с трёхметрового трамплина и заняла второе место в прыжках с десятиметровой вышки, уступив соотечественнице Дороти Пойнтон-Хилл.
После Олимпийских игр 1932 года Коулмен объявила о своей помолвке с прыгуном в воду, олимпийским чемпионом Майклом Галитценом. Тем не менее, в дальнейшем помолвка была разорвана. В 1937 году Коулмен заболела полиомиелитом. Ей пришлось вновь учиться плавать. Спустя два года у неё развилась пневмония. Коулмен скончалась в 1940 году на 29-м году жизни.
В 1966 году Коулмен была посмертно включена в Зал Славы мирового плавания.